# 鈦合金
钛合金是一種含有钛與其他化学元素的混合物的合金。鈦合金重量轻，具有非常高的强度和韧性（即使在极端温度下也是如此）以及耐腐蚀性和耐高溫性。然而由于成本较高，只有军事領域、飞机、航天器、自行车、医疗设备、珠宝、高应力部件（如跑车的连杆）以及一些高檔運動用品和消費電子產品中才会用到鈦合金。